# 薩拉多 (阿肯色州)
薩拉多（英語：Salado）是位於美國阿肯色州獨立縣的一個非建制地區。該地的面積和人口皆未知。

## 地理
薩拉多的座標為35°41′29″N 91°35′43″W / 35.69139°N 91.59528°W，而該地的平均海拔高度為128米（即420英尺）。